# Savonnières
Savonnières is een gemeente in het Franse departement Indre-et-Loire (regio Centre-Val de Loire). De plaats maakt deel uit van het arrondissement Tours. Savonnières telde op 1 januari 2022 3.346 inwoners.

## Geografie
De oppervlakte van Savonnières bedroeg op 1 januari 2022 16,46 vierkante kilometer; de bevolkingsdichtheid was toen 203,3 inwoners per km².

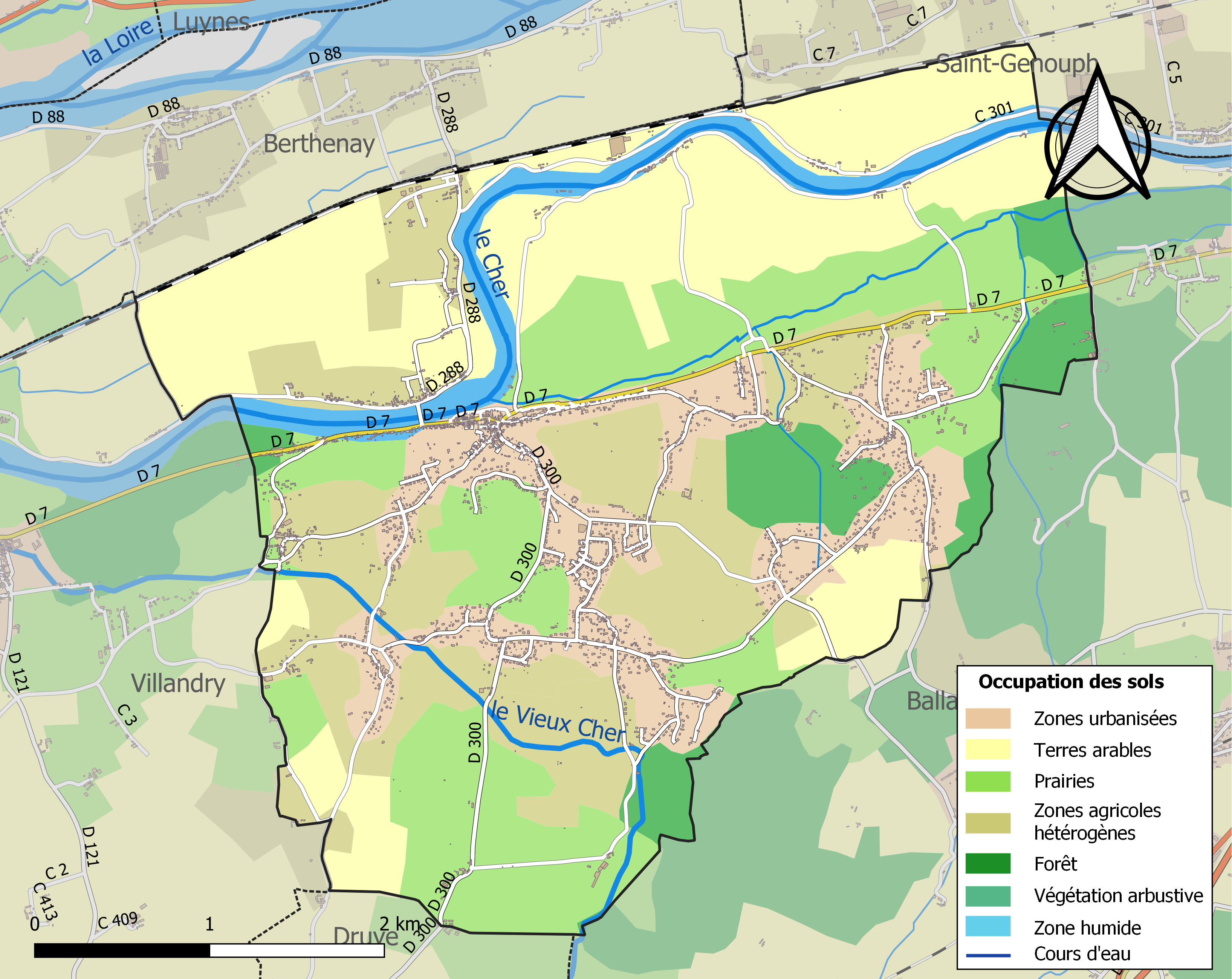
Kaart van de gemeente met de belangrijkste infrastructuur, bodemgebruik en omliggende gemeenten

## Demografie
Onderstaande figuur toont het verloop van het inwonertal (bron: INSEE-tellingen).